# Spoorlijn Düsseldorf-Eller - Düsseldorf Hauptbahnhof
De spoorlijn Düsseldorf-Eller - Düsseldorf Hauptbahnhof is een Duitse spoorlijn en is als spoorlijn 2413 onder beheer van DB Netze.

## Geschiedenis
Het traject werd door de Preußische Staatseisenbahnen geopend op 1 oktober 1891.

## Treindiensten
Op het traject rijdt de S-Bahn Rhein-Ruhr de volgende routes:
| Serie | Treinsoort            | Route | Bijzonderheden                             |
| ----- | --------------------- | --- | ------------------------------------------ |
| S 1   | S-Bahn (DB Regio NRW) | Solingen Hbf – Düsseldorf Hbf – Düsseldorf Luchthaven – Duisburg Hbf – Mülheim (Ruhr) Hbf – Essen Hbf – Bochum Hbf – Dortmund Hbf |                                            |
| S 6   | S-Bahn (DB Regio NRW) | Köln-Worringen – Köln-Nippes – Köln Hbf – Langenfeld (Rhld) – Düsseldorf-Benrath – Düsseldorf Hbf – Ratingen Ost – Essen Hbf      | Dienstregeling S6 geldig vanaf 10-12-2023  |
| S 68  | S-Bahn (DB Regio NRW) | Langenfeld (Rhld) – Düsseldorf-Benrath – Düsseldorf Hbf – Gruiten – Wuppertal-Vohwinkel                                           | Dienstregeling S68 geldig vanaf 10-12-2023 |

## Aansluitingen
In de volgende plaatsen is of was er een aansluiting op de volgende spoorlijnen:
Düsseldorf-Eller
DB 19, spoorlijn tussen de aansluiting Flingern en Düsseldorf-Eller
DB 2418, spoorlijn tussen Düsseldorf-Eller en de aansluiting Sturm
DB 2324, spoorlijn tussen Mülheim-Speldorf en Niederlahnstein
DB 2676, spoorlijn tussen Düsseldorf-Eller en Hilden
aansluiting Sturm
DB 2417, spoorlijn tussen de aansluiting Sturm en Düsseldorf-Lierenfeld
DB 2418, spoorlijn tussen Düsseldorf-Eller en de aansluiting Sturm
Düsseldorf-Oberbilk
DB 2670, spoorlijn tussen Keulen en Duisburg
aansluiting Emma
DB 2415, spoorlijn tussen aansluiting Emma en Düsseldorf Abstellbhf
Düsseldorf Hauptbahnhof
DB 2400, spoorlijn tussen Düsseldorf en Hagen
DB 2412, spoorlijn tussen Düsseldorf-Bilk en Düsseldorf
DB 2414, spoorlijn tussen Düsseldorf Hauptbahnhof en Düsseldorf Abstellbahnhof
DB 2416, spoorlijn tussen Düsseldorf Hauptbahnhof en Düsseldorf-Unterrath
DB 2419, spoorlijn tussen Düsseldorf Hauptbahnhof en Düsseldorf Abstellbahnhof
DB 2525, spoorlijn tussen Neuss en aansluiting Linderhausen
DB 2550, spoorlijn tussen Aken en Kassel
DB 2650, spoorlijn tussen Keulen en Hamm
DB 2670, spoorlijn tussen Keulen en Duisburg

## Elektrificatie
Het traject werd in 1962 geëlektrificeerd met een wisselspanning van 15.000 volt 16⅔ Hz.